# Zliten
Zliten là một thành phố của Libya. Thành phố Zliten có dân số thời điểm năm 2006 là 67.820 người. Đây là thành phố lớn thứ 12 tại Libya. Thành phố nằm trên bờ nam của Địa Trung Hải và phía tây của Vịnh Sidra. Thành phố từng là thủ phủ của quận Zlitan trước đây.
Zliten cách thủ đô Tripoli 160 km (99 mi) về phía đông, và cách thành phố La Mã cổ đại Leptis Magna 35 km (22 mi). Zliten cách Misrata 60 km (37 mi) về phía tây và cách 40 km (25 mi) về phía tây của Al-Khums. Thành phố trải rộng trên một diện tích khoảng 8 km2 (3,1 dặm vuông Anh).

## Khí hậu
| Dữ liệu khí hậu của Zliten              | Dữ liệu khí hậu của Zliten | Dữ liệu khí hậu của Zliten | Dữ liệu khí hậu của Zliten | Dữ liệu khí hậu của Zliten | Dữ liệu khí hậu của Zliten | Dữ liệu khí hậu của Zliten | Dữ liệu khí hậu của Zliten | Dữ liệu khí hậu của Zliten | Dữ liệu khí hậu của Zliten | Dữ liệu khí hậu của Zliten | Dữ liệu khí hậu của Zliten | Dữ liệu khí hậu của Zliten | Dữ liệu khí hậu của Zliten |
| Tháng                                   | 1                          | 2                          | 3                          | 4                          | 5                          | 6                          | 7                          | 8                          | 9                          | 10                         | 11                         | 12                         | Năm                        |
| --------------------------------------- | -------------------------- | -------------------------- | -------------------------- | -------------------------- | -------------------------- | -------------------------- | -------------------------- | -------------------------- | -------------------------- | -------------------------- | -------------------------- | -------------------------- | -------------------------- |
| Trung bình ngày tối đa °C (°F)          | 17.6 (63.7)                | 19.7 (67.5)                | 22.1 (71.8)                | 25.4 (77.7)                | 27.3 (81.1)                | 31.5 (88.7)                | 33.0 (91.4)                | 33.6 (92.5)                | 30.6 (87.1)                | 29.3 (84.7)                | 24.1 (75.4)                | 19.7 (67.5)                | 26.2 (79.1)                |
| Tối thiểu trung bình ngày °C (°F)       | 7.6 (45.7)                 | 8.8 (47.8)                 | 10.4 (50.7)                | 13.6 (56.5)                | 16.0 (60.8)                | 19.5 (67.1)                | 21.3 (70.3)                | 22.3 (72.1)                | 19.6 (67.3)                | 18.1 (64.6)                | 13.8 (56.8)                | 9.8 (49.6)                 | 15.1 (59.1)                |
| Lượng Giáng thủy trung bình mm (inches) | 50 (2.0)                   | 27 (1.1)                   | 17 (0.7)                   | 8 (0.3)                    | 4 (0.2)                    | 1 (0.0)                    | 0 (0)                      | 0 (0)                      | 9 (0.4)                    | 34 (1.3)                   | 31 (1.2)                   | 52 (2.0)                   | 233 (9.2)                  |
| Nguồn: Climate-data.org                 |                            |                            |                            |                            |                            |                            |                            |                            |                            |                            |                            |                            |                            |